# MarTux
MarTux_0.2 es un sistema operativo de computador basado en el Unix lanzado por Martin Bochnig. Es la primera distribución para SPARC de OpenSolaris. Se distribuye en un live-Cd pero solamente en DVD pues así ha sido hecho el software por la comunidad de Blastwave. Su meta es convertirse en un sistema operativo de escritorio. Actualmente es software alpha.